# Hyperolius ademetzi
Espèce
Statut de conservation UICN

 EN  : En danger
Hyperolius ademetzi est une espèce d'amphibiens de la famille des Hyperoliidae.

## Répartition
Cette espèce est endémique du Cameroun. Elle se rencontre entre 750 et 1 900 m d'altitude du mont Manengouba aux plateaux Bamiléké et Bamenda,.

## Étymologie
Cette espèce est nommée en l'honneur du capitaine Alexander Friedrich Adametz (1882-).

## Publication originale
- Ahl, 1931 : Amphibia, Anura III, Polypedatidae. Das Tierreich, vol. 55, p. 477.